# Sancassania berlesei
Sancassania berlesei (лат.) — вид клещей рода Sancassania из семейства Acaridae. Могут наносить вред человеку (отоакариаз, акародерматит) и домашним птицам.

## Распространение
Встречается повсеместно. S. berlesei предпочитает обитать в высокотемпературных (30-35 ºC) влажных областях (относительная влажность 75% — 80%) в странах Азии, Европы и Северной Америки. .

## Описание
Длина тела самцов менее 0,75 мм, самки до 1,3 мм. Обитают на грибах, гниющем картофеле. Форетические дейтонимфы гипопусы находят на жуках. 
У личинки три пары ног, листовидных щетинок нет, но хорошо развит тазик. На стадии нимфы возникают четыре пары ног и четвертая спинная щетинка, тогда как область гениталий выглядит еще недостаточно развитой. У гипопуса коготки и лапки хорошо развиты, и видны листообразные щетинки, щетинки голени и щетинки колена genu

## Значение
S. berlesei может нанести вред хранящимся продуктам, а также здоровью человека, и заражение им было описано в образцах наружного слухового прохода и мочи пациентов. 
Описаны случаи паразитирования в слуховом канале человека, вызывают отоакариаз. При инфекции наружного слухового прохода, обусловленного Sancassania berlesei, наблюдалось чувство инородного тела у больного, зуд в наружном слуховом проходе (полость сосцевидного отростка, ухо). Ощущение инородного тела и зуд в левом наружном слуховом проходе может наблюдается в течение 1 мес. С сопутствующей оталгией в течение 3 дней. Учитывая продолжительность жалобы пациента и 8-9-дневный жизненный цикл клеща, считается, что клещи могут жить в ухе пациента более 3 поколений.
Также S. berlesei ассоциирован с овцами, выращиваемыми на открытом воздухе и птичьим двором.

### Влияние на птиц
Sancassania berlesei, более известный как Caloglyphus berlesei, представляет зоотехнический интерес, поскольку он развивается как в сухих кормах, так и в подстилках крупных промышленных птицефабрик. Известны случаи дерматита человека, вызванного S. berlesei, на серьезно зараженных птицефабриках. Хотя этот вид не может определить травматические повреждения на коже человека, но вызывает зуд и воспаление также на уровне слизистых оболочек. Кроме того, клеща случайно можно найти и на ранах домашних птиц.
Помимо регистрации присутствия этого клеща в сушеных кормах и внутри ферм, описаны некоторые поражения у птиц, у которых был найден S. berlesei. Хозяевами, у которых был обнаружен клещ, были домашние куры, обыкновенная цесарка, обыкновенный фазан и чёрный дрозд. Поражения с корками были по-разному разбросаны по коже хозяев, прежде всего в периокулярных областях, вокруг клюва, но клещи наблюдались также на перьях. Воспаление вызывало зуд, а в некоторых образцах, особенно зараженных, также отмечался симптом диареи.